# خیابان پرل

مال خیابان پرل، فضای تفریحی و خرید در مرکز شهر بولدر

بازار خیابان پرل یک پیاده راه و بازار در مرکز شهر بولدر است. ناحیه سنگ‌فرش این خیابان از خیابان ۱۱ ام شروع و تا خیابان ۱۵ امتداد می‌یابد. در این خیابان تعداد زیادی بنگاه اقتصادی و رستوران و دادگاه شهرستان بولدر قرار دارد.